# Graeme Storm
Graeme Raymond Storm (Hartlepool, 13 maart 1978) is een professionele golfer uit Engeland.

## Amateur
Storm zat van 1996-1999 in de nationale selectie. Zijn topjaar was 1999, waarin hij het Brits Amateur won in de finale tegen Aran Wainwright en in het winnende Walker Cup team speelde met o.a. Paul Casey, Simon Dyson en Luke Donald.

### Gewonnen
- 1994: English Boys Under 16 Championship
- 1996: English Boys Stroke Play Championship, European Junior Championship
- 1999: The Amateur Championship

### Teams
- Jacques Leglise Trophy: 1996
- Walker Cup: 1999 (winnaars)

## Professional
Storm werd in 2000 professional. Na twee overwinningen op de Challenge Tour in 2004 promoveerde hij naar de Europese Tour. Vanaf dat jaar behoorde hij daarop steeds tot de top-55 en behield hij zijn spelerskaart.

Op 1 juli 2007 won hij het Frans Open op de Golf National in Parijs, wat hem een invitatie voor het Brits Open opleverde.

### Gewonnen
Challenge Tour
- 2004: Ryder Cup Wales Challenge
- 2004: Attijari Wafa - Tikida Beach Moroccan Classic

Europese Tour
- 2007: Open de France ALSTOM

### Teams
- Seve Trophy: 2007 (winnaars)